# Ève Lamont
Ève Lamont est une cinéaste québécoise, réalisatrice, scénariste, directrice de la photo et cadreuse de documentaires engagés,,. Elle est notamment cofondatrice de Réalisatrices équitables avec Isabelle Hayeur et Marquise Lepage à l'occasion d'une rencontre avec Coline Serreau en 2007,.

## Filmographie
Longs métrages documentaires réalisés par Ève Lamont, sortis en salle de cinéma, télédiffusés et présentés dans les institutions scolaires et culturelles :
- 2001: Méchante Job, Les productions du Rapide-Blanc (documentaire)
- 2002: SQUAT!, Les productions du Rapide-Blanc (documentaire)[7]
- 2005: Pas de pays sans paysans, Les productions du Rapide-Blanc, ONF (documentaire)
- 2010: L'Imposture, Les productions du Rapide-Blanc, ONF (documentaire)
- 2015: Le Commerce du sexe, Les productions du Rapide-Blanc, ONF (documentaire)
- 2016 : Le Chantier des possibles, Les productions du Rapide-Blanc (documentaire)
- 2021: La Coop de ma mère, La Pointe de vue inc. (documentaire) - Non télédiffusé

Elle a réalisé des séries documentaires :
- 1996-1997: Pignon sur rue II (série jeunesse télé-réalité) diffusion à Télé-Québec
- 2021-2022 : Pas une de plus (série sur la violence conjugale) diffusion à RDI[8] et en 2023 diffusion à la SRC

Elle a aussi créé des œuvres indépendantes, courts et moyens métrages:
- 1988: Des squattereuses (documentaire)
- 1990: La revanche des sorcières (documentaire expérimental)
- 1991: Bataclan (art/essai/expérimental)
- 1992: Pas dans 'rue (fiction, moyen métrage)
- 1993: La bombe économique (documentaire)
- 1994: En dehors du monde (documentaire)

## Distinctions
En 2003, son film SQUAT!, est récipiendaire du Prix de la meilleure réalisation pour un long-métrage documentaire au Canada et du prix humanitaire au Festival international canadien du documentaire Hot Docs de Toronto,.
En 2022, son film La coop de ma mère a remporté le Prix Humaniste au Festival Vues sur Mer de Gaspé "pour ses dimensions éthique, humaine, morale et écologique"  . Au Comm Fest à Toronto, My mom's Co-op a reçu le prix Make A Différence Award.
En 2017, Éve Lamont est désignée  Femme de mérite  par la Fondation du Y des femmes dans la catégorie Éducation et information